# Middellandse Zeespelen 1959
De Middellandse Zeespelen 1959 vormden de derde editie van de Middellandse Zeespelen. Ze werden gehouden van 11 tot en met 23 oktober 1959 in de Libanese hoofdstad Beiroet.
Er namen 792 mannelijke atleten deel aan deze Spelen. Vrouwen werden pas vanaf 1967 toegelaten. Frankrijk sloot de Spelen af als aanvoerder van het medailleklassement, gevolgd door de Verenigde Arabische Republiek en Turkije. Libanon werd achtste in het landenklassement.

## Sporten
Op deze Spelen stonden er 16 sporten op het programma. In 106 onderdelen konden medailles worden behaald.
| Atletiek Basketbal Boksen Gewichtheffen Gymnastiek Paardensport | Schermen Schietsport Schoonspringen Voetbal Volleybal Waterpolo | Wielersport Worstelen Zeilen Zwemmen |

## Medaillespiegel
| Plaats | Land                          | Goud | Zilver | Brons | Totaal |
| 1      | Frankrijk                     | 26   | 27     | 16    | 69     |
| 2      | Verenigde Arabische Republiek | 23   | 21     | 30    | 74     |
| 3      | Turkije                       | 13   | 8      | 1     | 22     |
| 4      | Italië                        | 12   | 5      | 4     | 21     |
| 5      | Joegoslavië                   | 11   | 9      | 8     | 28     |
| 6      | Griekenland                   | 8    | 9      | 13    | 30     |
| 7      | Spanje                        | 5    | 12     | 12    | 29     |
| 8      | Libanon                       | 3    | 10     | 17    | 30     |
| 9      | Tunesië                       | 3    | 2      | 1     | 6      |
| 10     | Marokko                       | 2    | 3      | 2     | 7      |
| Totaal | Totaal                        | 106  | 106    | 104   | 316    |

## Deelnemende landen
Aan de derde Middellandse Zeespelen namen elf landen deel. Marokko, Tunesië en de Verenigde Arabische Republiek (dat Egypte en Syrië verenigde) debuteerden. Monaco nam niet deel aan deze Spelen, terwijl Malta en Joegoslavië terugkeerden. Malta was het enige land dat geen medailles wist te vergaren.
- Frankrijk
- Griekenland
- Italië
- Joegoslavië

- Libanon
- Malta
- Marokko
- Spanje

- Tunesië
- Turkije
- Verenigde Arabische Republiek